# Henk Timmer
Henk Timmer (Hierden, 3 dicembre 1971) è un ex calciatore e dirigente sportivo olandese.
Dal 2012 è il direttore commerciale dell'AGOVV Apeldoorn.
È sposato con la pattinatrice di velocità su ghiaccio Marianne Timmer.

## Carriera

### Club
Si è trasferito al Feyenoord nel luglio 2006, lasciando l'AZ Alkmaar di Louis van Gaal. Nella sua lunga carriera ha giocato con Zwolle (11 stagioni), AZ, Feyenoord (prestito dal 2001 al 2002) e Ajax (prestito).

### Nazionale
In nazionale è stato convocato per la prima volta solo nel 2005, a 34 anni.
Viene convocato sia per il Mondiale 2006 sia per Euro 2008, ricoprendo in entrambi i casi il ruolo di terzo portiere.
Dopo il 2009 non è più stato convocato, l'ultima partita invece l'ha giocata nel 2008, e conta in totale 7 presenze con la nazionale maggiore con 9 reti subite.

## Statistiche

### Carriera di club
| Stagione  | Squadra    | Serie          | Pres. | Reti |
| --------- | ---------- | -------------- | ----- | ---- |
| 1989/90   | PEC Zwolle | Eerste Divisie | 1     | 0    |
| 1990/91   | Zwolle     | Eerste Divisie | 0     | 0    |
| 1991/92   | Zwolle     | Eerste Divisie | 16    | 0    |
| 1992/93   | Zwolle     | Eerste Divisie | 33    | 0    |
| 1993/94   | Zwolle     | Eerste Divisie | 34    | 0    |
| 1994/95   | Zwolle     | Eerste Divisie | 34    | 0    |
| 1995/96   | Zwolle     | Eerste Divisie | 33    | 0    |
| 1996/97   | Zwolle     | Eerste Divisie | 34    | 0    |
| 1997/98   | Zwolle     | Eerste Divisie | 32    | 0    |
| 1998/99   | Zwolle     | Eerste Divisie | 34    | 0    |
| 1999/00   | Zwolle     | Eerste Divisie | 34    | 0    |
| 2000-2001 | AZ Alkmaar | Eredivisie     | 30    | 0    |
| 2001-2002 | Feyenoord  | Eredivisie     | 2     | 0    |
| 2002-2003 | Ajax       | Eredivisie     | 2     | 0    |
| 2003-2004 | AZ Alkmaar | Eredivisie     | 34    | 0    |
| 2004-2005 | AZ Alkmaar | Eredivisie     | 34    | 0    |
| 2005-2006 | AZ Alkmaar | Eredivisie     | 32    | 0    |
| 2006-2007 | Feyenoord  | Eredivisie     | 32    | 0    |
| 2007-2008 | Feyenoord  | Eredivisie     | 10    | 0    |
| Totale    | Totale     | Totale         | 452   | 0    |

### Cronologia presenze e reti in nazionale
| Cronologia completa delle presenze e delle reti in nazionale ― Paesi Bassi | Cronologia completa delle presenze e delle reti in nazionale ― Paesi Bassi | Cronologia completa delle presenze e delle reti in nazionale ― Paesi Bassi | Cronologia completa delle presenze e delle reti in nazionale ― Paesi Bassi | Cronologia completa delle presenze e delle reti in nazionale ― Paesi Bassi | Cronologia completa delle presenze e delle reti in nazionale ― Paesi Bassi | Cronologia completa delle presenze e delle reti in nazionale ― Paesi Bassi | Cronologia completa delle presenze e delle reti in nazionale ― Paesi Bassi |
| Data                                                                       | Città                                                                      | In casa                                                                    | Risultato                                                                  | Ospiti                                                                     | Competizione                                                               | Reti                                                                       | Note                                                                       |
| -------------------------------------------------------------------------- | -------------------------------------------------------------------------- | -------------------------------------------------------------------------- | -------------------------------------------------------------------------- | -------------------------------------------------------------------------- | -------------------------------------------------------------------------- | -------------------------------------------------------------------------- | -------------------------------------------------------------------------- |
| 12-11-2005                                                                 | Amsterdam                                                                  | Paesi Bassi                                                                | 1 – 3                                                                      | Italia                                                                     | Amichevole                                                                 | -1                                                                         | 46’                                                                        |
| 1-6-2006                                                                   | Eindhoven                                                                  | Paesi Bassi                                                                | 2 – 1                                                                      | Messico                                                                    | Amichevole                                                                 | -1                                                                         | 46’                                                                        |
| 15-11-2006                                                                 | Amsterdam                                                                  | Paesi Bassi                                                                | 1 – 1                                                                      | Inghilterra                                                                | Amichevole                                                                 | -1                                                                         | 46’                                                                        |
| 6-6-2007                                                                   | Bangkok                                                                    | Thailandia                                                                 | 1 – 3                                                                      | Paesi Bassi                                                                | Amichevole                                                                 | -1                                                                         |                                                                            |
| 26-3-2008                                                                  | Vienna                                                                     | Austria                                                                    | 3 – 4                                                                      | Paesi Bassi                                                                | Amichevole                                                                 | -3                                                                         |                                                                            |
| 6-9-2008                                                                   | Eindhoven                                                                  | Paesi Bassi                                                                | 1 – 2                                                                      | Australia                                                                  | Amichevole                                                                 | -2                                                                         | 45’                                                                        |
| 19-11-2008                                                                 | Amsterdam                                                                  | Paesi Bassi                                                                | 3 – 1                                                                      | Svezia                                                                     | Amichevole                                                                 | -                                                                          | 46’                                                                        |
| Totale                                                                     |                                                                            | Presenze                                                                   | 7                                                                          |                                                                            | Reti                                                                       | -9                                                                         |                                                                            |

## Palmarès
- Coppa dei Paesi Bassi: 1

Feyenoord: 2007-2008
- Coppa UEFA: 1

Feyenoord: 2001-2002